# Кузнецов, Игорь Александрович (поэт)
Игорь Александрович Кузнецов (род. 29 августа 1983, Кемерово) — российский поэт и прозаик, журналист. Лауреат премии Фонда Астафьева 2010 в номинации «Поэзия» за динамизм и экспансивность поэтической подборки «Игра на скорость». Автор книги стихов «Дисконнектед» (Челябинск: ИД Олега Синицына, 2005) в серии «24 страницы современной классики».

## Биография
Игорь Кузнецов родился 29 августа 1983 года в Кемерово. В 1984-1991 годах жил в Германской Демократической Республике в Хемнице. В 2001—2005 учился на факультете филологии и журналистики КемГУ и в юридическом институте Томского государственного университета, был отчислен. Работал частным предпринимателем, журналистом, копирайтером, охранником, веб-мастером, программистом. В 2005 году инициировал и организовал ежегодный фестиваль современной литературы «Ледокол», в котором за три года приняли участие более 50 поэтов из Кемерова, Томска, Новосибирска, Красноярска и других городов Сибири. Последний фестиваль прошёл в 2008 году в Кемерове. В 2010 году из-за разногласий между кураторами фестиваля и местными писательскими отделениями, после того, как в организацию фестиваля вмешались власти, проект был закрыт. Игорь Кузнецов участвовал в VII и IX Форумах молодых писателей России и стран СНГ, фестивале «Поэмания» в рамках международного молодёжного инновационного форума «Интерра» 2010, поэтических слэмах и конкурсах. В 2005—2010 был главным редактором интернет-журнала «Знаки», в редакционную коллегию которого входили писатели Евгений Алехин и Антон Нечаев. В настоящее время живёт в Кемерове. Ведет блог в Живом Журнале под никнеймом kuzneczberg.
В 2022 году подписал письмо в поддержку российского военного вторжения на Украину.

## Творчество
Публиковал стихи и прозу, в том числе под псевдонимом Игорь Кузнецберг, в российских журналах «Урал», «Сибирские огни», «День и ночь», «Огни Кузбасса», «Дети Ра» и за рубежом, в журналах «Крещатик» и «Флорида». Автор многочисленных публикаций в газете «Литературная Россия».

## Литературные награды и премии
- Лауреат премии Фонда Астафьева 2010 в номинации «Поэзия»
- Лауреат еженедельника «Литературная Россия» 2010 в номинации «За нарушение спокойствия»[7]
- Шорт-лист премии «ЛитератуРРентген» (2006) в номинации «Фиксаж».
- Шорт-лист "Ильи-Премии 2009 в номинации «Поэзия»[8]
- Лонг-лист премии «Дебют» 2011 в номинации «Малая проза»[9]

При вручении ему Премии Фонда Астафьева 2010 года Игорь Кузнецов, в ответ на вопрос главного литературного эксперта Фонда Астафьева Антона Нечаева сказал, что писателем себя не считает и уезжать из Кемерова никуда не собирается.
Точно не уеду. Помнишь, как у Сэлинджера: «Я же здесь родился, влюбился, машина меня чуть первый раз не сбила». Я люблю свой родной город и область. Это не значит, что я не буду критиковать какие-то моменты у нас происходящие. Насчёт Нобелевки — клёво пошутил. Насчёт писательства — я же писатель никакой на самом деле, ну, написал 100 стихотворений и пять рассказов.